# دیوگو ویانا
دیوگو ویانا (انگلیسی: Diogo Viana؛ زادهٔ ۲۲ فوریهٔ ۱۹۹۰) بازیکن فوتبال اهل پرتغال است.
از باشگاه‌هایی که در آن بازی کرده‌است می‌توان به باشگاه فوتبال زسکا صوفیه، باشگاه فوتبال بلننسش، باشگاه فوتبال فنلو، باشگاه فوتبال لیتکس لووچ، باشگاه فوتبال ژیل ویسنته، باشگاه فوتبال پنافیل، باشگاه ورزشی فارنسی، باشگاه ورزشی براگا، باشگاه فوتبال پورتو، و باشگاه ورزشی آوش اشاره کرد.
وی همچنین در تیم‌های ملی فوتبال زیر ۱۶ سال پرتغال، زیر ۱۷ سال پرتغال، زیر ۱۸ سال پرتغال، زیر ۱۹ سال پرتغال، زیر ۲۰ سال پرتغال، و زیر ۲۱ سال پرتغال بازی کرده‌است.